# Karkonoski Padół Śródgórski
Karkonoski Padół Śródgórski (niem. Leiterwegsenke) – region w północnej części Karkonoszy, w Sudetach Zachodnich.

## Opis
Znajduje się w północnej części Karkonoszy pomiędzy Pogórzem Karkonoskim na północy a Śląskim Grzbietem na południu. Jest to wyraźne obniżenie, prawdopodobnie o założeniach tektonicznych, wydłużone równolegle do skłonu Karkonoszy. Jego obszar składa się z kotlinowatych zagłębień, niewielkich kopców i wzniesień pooddzielanych przełomowymi dolinami potoków. Granica północna jest niezbyt wyraźna, południowa zaznacza się dużo bardziej. Na północy występują wzniesienia Pogórza Karkonoskiego, a na południu zbocze Śląskiego Grzbietu.

## Geologia
Cały obszar Padołu zbudowany jest z granitu karkonoskiego z podrzędnymi skałami żyłowymi – porfirami i lamprofirami. Powierzchnia terenu przykryta jest częściowo zwietrzelinami, natomiast w dolinach występują osady rzeczne – głazy, żwiry, piaski, rzadziej mady.

## Miejscowości
W dolinach znajdują się zabudowania niektórych miejscowości karkonoskich i podkarkonoskich: Szklarskiej Poręby, Michałowic, Jagniątkowa, Zachełmia, Podgórzyna, Przesieki,
Borowic, Karpacza.